# Spoorwegwet
De Spoorwegwet regelt in Nederland de aanleg, het beheer, de toegankelijkheid en het gebruik van spoorwegen alsook het verkeer over spoorwegen. De huidige Spoorwegwet is op 23 april 2003 vastgesteld en op 1 januari 2005 in werking getreden. Hij is opgesteld onder verantwoordelijkheid van de minister van het toenmalige ministerie van Verkeer en Waterstaat.
De huidige spoorwegwet komt in de plaats van de 'Spoorwegwet 1875', die op 9 april van dat jaar werd vastgesteld. De spoorwegwet 1875 is in stapjes ingetrokken, het laatste stapje op 15 december 2015.
Aanleidingen voor het vernieuwen van de spoorwegwet zijn nieuwe regels van de Europese Unie over:
- de bescherming van het milieu en andere belangen.
- de regulering van de spoorwegmarkt met als doel om tot één Europese spoorwegruimte te komen en daarmee het internationaal personen- en goederenvervoer per spoor te vergemakkelijken. Dit is ook de achtergrond van de scheiding tussen enerzijds de verantwoordelijkheid voor de infrastructuur en anderzijds de verantwoordelijkheid voor het vervoer.

## Verwijzingen
1. ↑  Spoorwegwet. Landelijke wet- en regelgeving op Overheid.nl.